# Belliena
Belliena Simon, 1902 è un genere di ragni appartenente alla famiglia Salticidae.

## Distribuzione
Delle quattro specie oggi note di questo genere, tre sono endemiche del Venezuela e 1 dell'isola di Trinidad.

## Tassonomia
A dicembre 2010, si compone di quattro specie:
- Belliena biocellosa Simon, 1902[2] — Venezuela
- Belliena flavimana Simon, 1902 — Venezuela
- Belliena phalerata Simon, 1902 — Venezuela
- Belliena scotti Hogg, 1918 — Trinidad